# Potezanje konopa
Potezanje konopa je tradicionalni šport snage, u kojem se dvije suprotstavljene momčadi natječu s ciljem povlačenja suparnika. Momčadi se rasporede duž konopa koji je najčešće promjera desetak centimetara, a cilj je na dani znak suca privući konop (a time i protivnički momčad) za određenu udaljenost. 
Potezanje konopa je u periodu od 1900. do 1920. godine bio službeni šport na olimpijskim igrama, ali je kasnije izbačen iz programa. Više o osvajačima medalja u potezanju konopa na OI pogledajte u popisu osvajača medalja.
U Hrvatskoj su sedamdesetih godina prošlog stoljeća bili vrlo popularni "Susreti jadranskih konopaša", televizijska emisija u kojoj su se natjecale ekipe jadranskih mjesta u ovom športu. Emisiju je idejno osmislio i pokrenuo Hrvoje Macanović, a vodili su ju između ostalih i Oliver Mlakar, Ljubo Jelčić i Mladen Delić. Danas se potezanje konopa najčešće prakticira kao rekreativna športska disciplina, najčešće u priobalju prigodom pučkih svečanosti i fešti.

## Vanjske poveznice
- Jadranske igre[neaktivna poveznica] Susreti jadranskih konopaša
- Metković  Arhivirana inačica izvorne stranice od 22. prosinca 2015. (Wayback Machine) Najjači momci na Jadranu
- Međunarodni savez potezača konopa
- Potezanje konopa (Sports123.com)